# Tracy Henderson
Tracy Henderson (Minneapolis, 31 dicembre 1974) è un'ex cestista statunitense, professionista nella ABL e nella WNBA.

## Carriera
È stata selezionata dalle Cleveland Rockers al terzo giro del Draft WNBA 1999 (35ª scelta assoluta).